# ジェマ・ワード
ジェマ・ルイーズ・ワード（Gemma Louise Ward, 1987年11月3日 - ）は、オーストラリア出身のファッションモデル、女優。
ジェマ・ウォードと表記されることも多い。若手のスーパーモデルとして著しい躍進を見せている。人形を彷彿とさせる顔立ちからリリー・コール、ヘザー・マークス、デヴォン青木とともに「Doll-like」「Elfin」と形容されている（日本では「ドール顔」と言われることが多い）。

## 来歴

### 生い立ち
西オーストラリア州パース出身。父ゲイリーは医師、母クレアは看護師。姉のソフィーもモデルである。他に双子の弟（オスカー、ヘンリー）がいる。

### キャリア
10代でスカウトされ、2002年春に「ミラノ・コレクション」からデビューする（出演はPRADA、miumiuのみ）。
2004年の「プラダ」の広告でさらに注目を集め、世界各地のコレクションに活動の場を広げる。翌年にはドゥ・ジュアンとともにアメリカの有名ファッション雑誌『ヴォーグ』 (Vogue) の表紙にも起用された。
2005年3月に初めて日本のテレビ・コマーシャルに出演し、明治乳業のヨーグルト「ティアランス」のTVCM記者発表会で辺見えみりとトークショーをした。
2005年秋冬にはバーバリーのモデルとなる。バーバリーがイギリス人でないモデルを起用したのはエヴァ・ハーツィゴヴァ以来2人目だった。2006年冬からコーセーのエスプリーク・プレシャスのCMに出演し、2008年も引き続き出演していた。
2007年7月、過去12ヶ月で推定約300万ドルを稼いだとして、経済誌フォーブスの「スーパーモデル長者番付トップ15」の10位にランクインされた。
2008年から、モデル業を中断（詳細は後述）。
2009年11月には、所属するモデルエージェンシーから、「ジェマはもうモデルとして活動することはない」と発表される。
引退報道に本人はWest Australian紙のメールインタビューで「モデルを辞めたわけではありません。新年にはモデルか女優をしている私と会うことを期待してください」とコメント。2010年春には何らかのアクションを見せる予定。
2010年6月、『パイレーツ・オブ・カリビアン/生命の泉』に出演する事が決まったと、オーストラリアのクーリエ・メール紙が報道。
ロブ・マーシャル監督がメガホンをとる『生命の泉』は6月中旬より、ハワイでクランクイン。自身の出演シーンは8月頃撮影の見込み。役柄について詳細は不明だが、小さいながらも台詞のある人魚役が用意されている模様。
同映画は3Dで製作され、全米公開は2011年5月20日の予定。

## 人物
現在はニューヨーク在住。リリー・ドナルドソン、Caroline Winberg、ダリア・ウェーボウィ、リリー・コールと親しい間柄。
2008年1月俳優のヒース・レジャーと交際の噂があった。ヒース・レジャーの死後太った姿を撮影されたり表立った活動が無くなった。引退報道も出たが、母親は「若すぎる頃から働き過ぎただけで、今は休業中に過ぎない。今は彼女のやりたいことを出来る時間を楽しんでいます」と述べていた。
休業期間中は、シェイクスピアを勉強するために、3年間エール大学に通うことも計画。またスラムの調査でリオデジャネイロを訪問。「将来そこで何かをすることなども計画している」と将来的な展望もあるという。
また演劇も学んでおり、友人は地元紙のインタビューで「ジェマは完全に演技に焦点を置いています。ニューヨークで演技をフルタイムで勉強していたんですからね」と今回ジェマが計画的に事を行なっている様子を語っている。
しかし、去年ジェマはモデルを辞める予定は無いとも述べ、「モデル業は引退していないし、私のファンにもまたモデルをしている姿を見てもらえると思う。それから女優としても、新しい年にね」とコメント。

## 主な出演

### 映画
- Pink Pyjamas (2001)
- The Black Balloon (2008)
- 『ストレンジャーズ/戦慄の訪問者』 The Strangers (2008)
- 『パイレーツ・オブ・カリビアン/生命の泉』 Pirates of the Caribbean: On Stranger Tides (2011)

### CM
- ティアランス 明治乳業（2005）
- エスプリーク プレシャス コーセー化粧品（2007 - ）